# Diarmait mac Cerbaill
Diarmait mac Cerbaill (... – attorno al 565) è stato re di Tara o re supremo dell'Irlanda.
Secondo la tradizione fu l'ultimo re a seguire rituali pagani di fondazione. I suoi discendenti ebbero una grande importanza nell'Irlanda medievale.

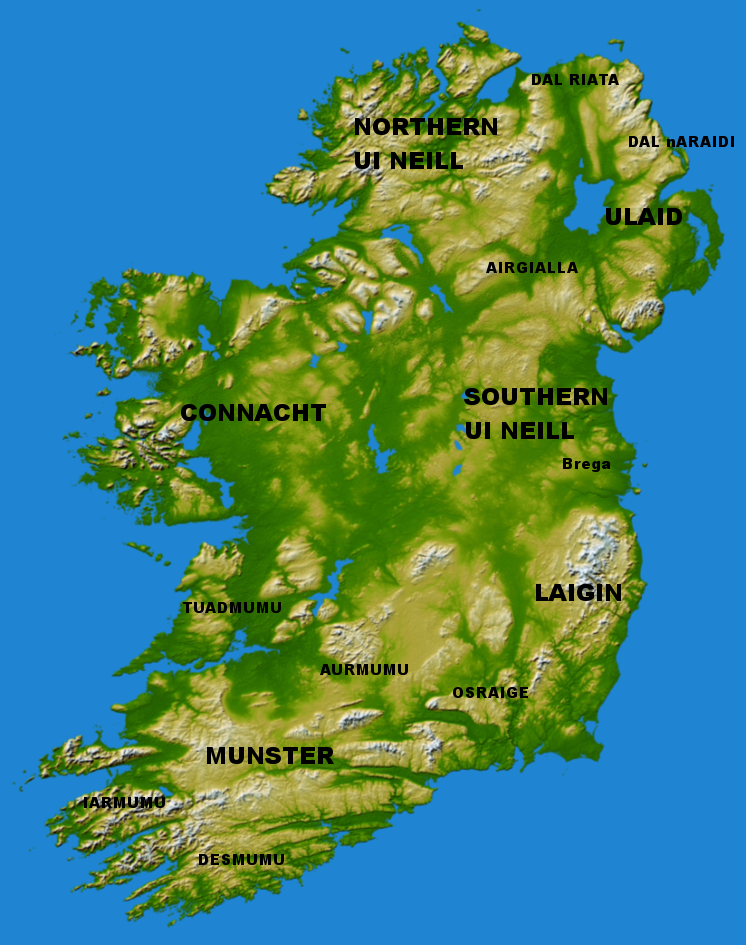
L'Irlanda del VI secolo.

Figlio di Fergus Cerrbél mac Conaill Cremthainne (Fergus Crooked Mouth) e pronipote di Niall dei Nove Ostaggi da cui presero il loro nome gli Uí Néill. Diarmait fu l'antenato apicale degli Uí Néill del sud:
- Síl nÁedo Sláine
- Clann Cholmáin
- Caílle Follamain

Gli Annali di Tigernach ricordano che celebrò il Festival di Tara, la sua inaugurazione come re, nel 558 o 560. Suo predecessore sarebbe, secondo le liste reali, Óengarb, forse Túathal Máelgarb. 
Diarmait fu sconfitto nella battaglia di Cúl Dreimhne (presso Ben Bulben nell'odierna contea di Sligo) nel 560 o 561: si tratterebbe della Battaglia dei libri, che sarebbe stata scatenata dal giudizio dato da Diarmait nella disputa tra San Columba e Finnian di Moville. Diarmait perse anche la battaglia di Cúil Uinsen contro Áed mac Brénainn, re di Tethbae, nel Leinster. Diarmait non prese invece parte alla grande vittoria ottenuta dagli  Uí Néill a Móin Daire Lothair (563). Fu ucciso nel 565 a Ráith Bec nel Mag Line (Moylinny, vicino a Larne), Ulster da Áed Dub mac Suibni, re dei Cruithne. Secondo la leggenda della "Maledizione di Tara", inoltre, Diarmait venne maledetto da san Ruadhan di Lorrha per aver violato il suo monastero per rapire il re del Connacht.

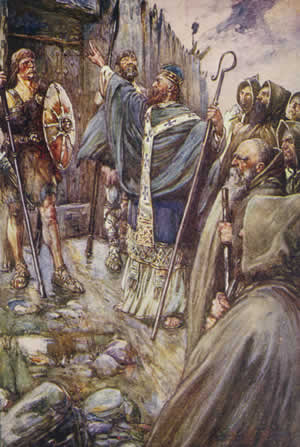
San Columba.

Secondo gli storici irlandesi tardi a lui come re di Tara seguirono Domnall Ilchegalch e Forguss, figli di Muirchertach mac Ercae, dei Cenél nEógain. Ulteriori fonti contemporanee suggeriscono che la monarchia di Tara scomparve negli anni successivi alla morte di Diarmait, ma non prima di Domnall mac Áedo o forse di Fiachnae mac Báetáin. 